# Bas-Lieu
Bas-Lieu é uma comuna francesa na região administrativa de Altos da França, no departamento do Norte. Estende-se por uma área de 7.62 km². Em 2010 a comuna tinha 353 habitantes (densidade: 46,3 hab./km²).